# Giusto d'Alemagna
Giusto d'Alemagna (conosciuto anche come Giusto da Ravensburg, in originale Jos Amman von Ravensburg) (Ravensburg, XV secolo – ...) è stato un pittore tedesco.

## Biografia
Fu sicuramente attivo a Genova nel 1451, dove era stato chiamato dai mercanti di lana Emanuele e Lionello Oliva Grimaldi e incaricato della realizzazione di un affresco nel loggiato del chiostro di Santa Maria di Castello. L'opera, situata nella cosiddetta Loggia dell'Annunciazione, raffigura Maria che riceve l'Annunciazione da parte dell'Arcangelo Gabriele. L'affresco riporta la firma "JUSTIS DE ALLA/MAGNA PINX/IT 1451 CRDZ" che ha permesso la sua certa attribuzione. La sigla CRDZ è stata interpretata come "Civis Ravensburgensis de Zella", a significare che la famiglia dell'artista proveniva dalla cittadina di Radolfzell am Bodensee, non lontana da Ravensburg, sul Lago di Costanza.
È noto che Giusto d'Alemagna tornò a Ravensburg nel 1452, in seguito alla morte del padre.
Alcuni documenti del 1451 testimoniano che a Genova egli fu incaricato anche della realizzazione di un polittico raffigurante San Sebastiano commissionato da Antonio Caffarotto, ma l'opera è andata perduta. Lo storico dell'arte Friedrich Winkler lo considera autore di un polittico con Storie della Vergine. Le tavole raffiguranti Santa Barbara e Santa Caterina sono conservate al Museo Correr di Venezia, una serie di quattro tavole con Santa Margherita, l'Annunciazione, la Visitazione e Santa Dorotea si trovano presso la Galleria Estense di Modena e una tavola con la Nascita della Vergine è conservata presso l'università di Liegi in Belgio.

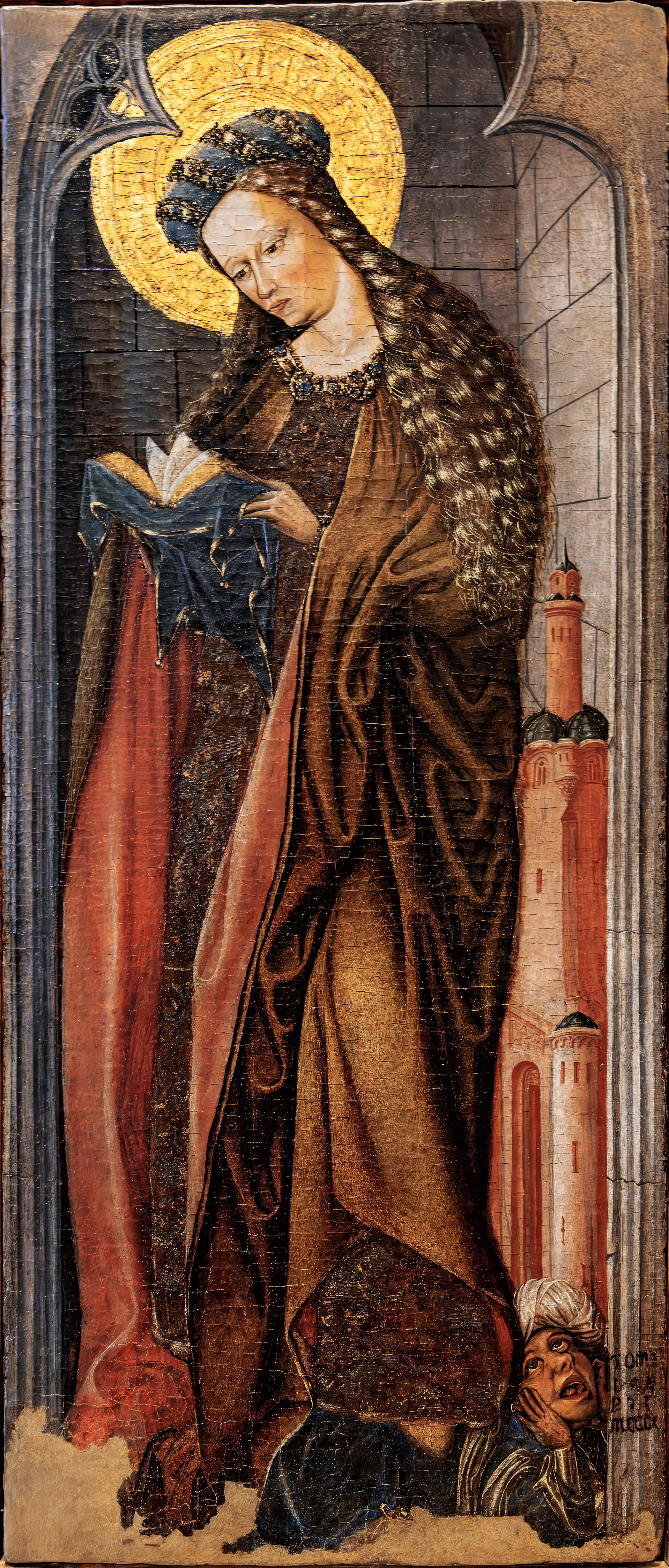
Santa Barbara Museo Correr
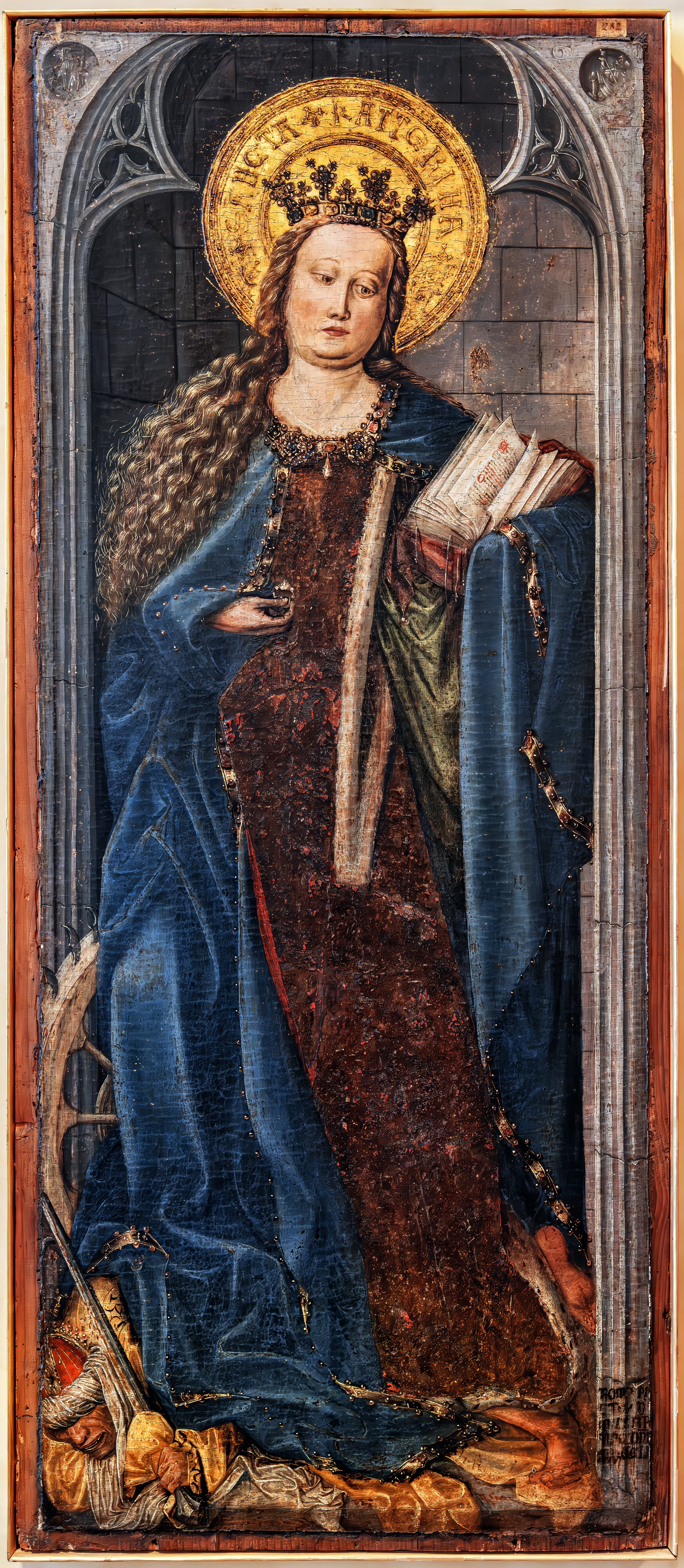
Santa Caterina Museo Correr
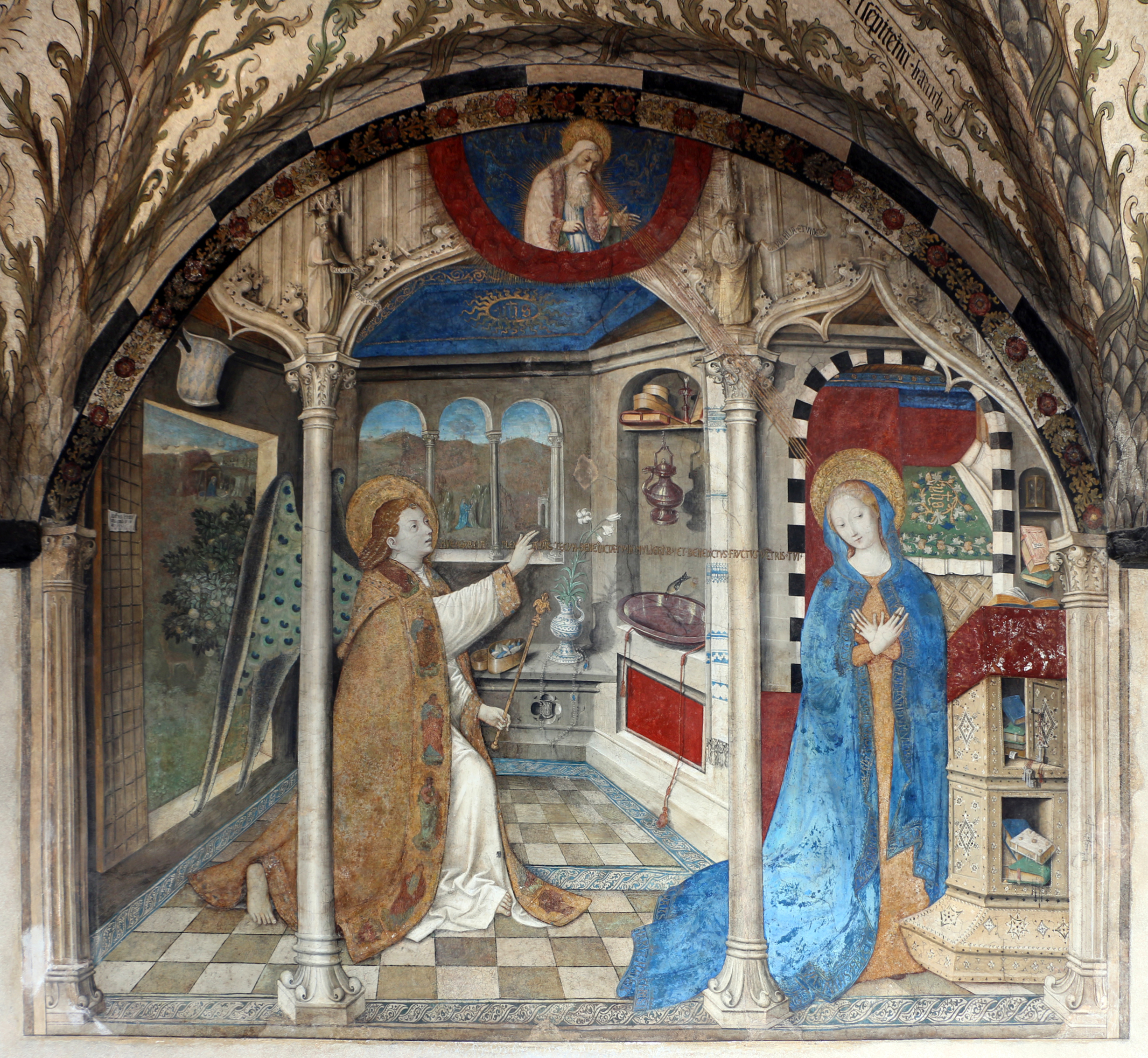
Annunciazione di Santa Maria di Castello